# Ramón Palacios Rubio
Ramón Palacios Rubio (La Carolina, Jaén, 27 de febrero de 1920-Madrid, 12 de febrero de 2023) fue un político e ingeniero técnico industrial español. Alcalde de La Carolina (1960-1976).

## Biografía
Nació en la localidad jienense de La Carolina. Tras concluir el bachillerato universitario, realizó la carrera en la Escuela Técnica Industrial. 
Durante la guerra civil permaneció en La Carolina y sufrió la escasez durante la posguerra. En los años cincuenta, se clausuraron las últimas minas de plomo de La Carolina, que provocaron un severo revés a la economía del municipio. Ramón Palacios se aproximó con sagacidad a Carmen Polo, esposa del General y dictador Francisco Franco, consiguiendo importantes inversiones en los años sesenta. Varias empresas españolas, pioneras entonces en el uso de la tecnología, se establecieron en La Carolina, en el polígono industrial más extenso que existía en Andalucía, junto a la carretera nacional IV.
La llegada de un buen número de industrias junto a las facilidades fiscales convirtió a La Carolina en una de las ciudades con mayor renta per cápita de España.
Sin embargo, Ramón Palacios usaría de forma fraudulenta, para intereses electorales, el auge de la industria en la localidad. La Carolina, gracias al Plan Jaén, vio florecer su industria y atraer a población de municipios cercanos. Este hecho justificaba en muchas ocasiones la forma arbitraria de contratación por parte del Ayuntamiento. Para ello el alcalde, Ramón Palacios, no dudó en firmar diferentes acuerdos por los que las empresas instaladas en el pueblo obtenían ciertos beneficios y además estaban obligadas a contratar al personal que trabajase en su industria a través del alcalde. Como ejemplo de esos acuerdos:
“se obliga a Fabricas Inoxidables a contratar el personal que trabaje en su industria de La Carolina tanto masculino como femenino a través del Iltmo. Sr. AlcaldePresidente del Ayuntamiento, así como de que queden en vigor la totalidad de los beneficios municipales concedidos a Fabricados Inoxidables”
Fue un alcalde muy vinculado con el ideario franquista, llegando incluso a pedir delante de altos cargos militares en julio de 1984, en el marco del 772 aniversario de la batalla de Las Navas de Tolosa, la vuelta del franquismo. En un discurso que ocupó portadas y provocó una reacción fervorosa por parte de la oposición local, llegando a convocarse una manifestación para pedir su dimesión a la que asistieron más de 3000 personas. 

Fue alcalde del Ayuntamiento de La Carolina (1960-1976), y procurador en Cortes (1967-1976) por su condición de presidente de la Diputación Provincial de Jaén, y consejero provincial del Movimiento Nacional. Desde allí contribuyó a la industrialización de su ciudad natal. Posteriormente volvió a ocupar la Alcaldía de La Carolina (1980)
Fue elegido Presidente local del Partido Popular, en las elecciones generales del 29 de octubre de 1989 fue elegido senador por la provincia de Jaén.
Uno de los episodios más bochornosos de sus mandatos, fue la simulación de secuestro a manos de ETA protagonizada en 1998 por el concejal de La Carolina, del Partido Popular, Bartolomé Rubia, alias Bartolín, que durante cuarenta y ocho horas tuvo en vilo a una España que vivía en el temor constante de los crímenes de la banda terrorista. No se pudo demostrar que Palacios tuviera responsabilidad alguna en lo ocurrido. Pero a medida que se iban apareciendo elementos de la superchería, se descubrió, por ejemplo, que Bartolín era ahijado de Palacios y su padre, chófer del alcalde. Así funcionaba el peculiar «sistema» de Palacios.
Ramón Palacios falleció en su domicilio madrileño, a los 102 años. Sus restos mortales descansan en La Carolina, juntos a los de su esposa Teodora.

## Distinciones y condecoraciones
Entre otras, recibió las siguientes distinciones:
- Hijo Predilecto y Medalla de Oro de la Provincia de Jaén.
- Gran Cruz de la Orden Civil de Sanidad
- Gran Cruz de Alfonso X El Sabio
- Gran Cruz Honorífica de la Orden del Mérito Civil.